# Nunatak Montero
Nunatak Montero är en nunatak i Antarktis. Den ligger i Västantarktis. Argentina, Chile och Storbritannien gör anspråk på området.
Terrängen runt Nunatak Montero är kuperad västerut, men norrut är den platt. Havet är nära Nunatak Montero åt sydost. Trakten är obefolkad. Det finns inga samhällen i närheten.